# Liste chinesischer Erfinder und Entdecker
Die Liste chinesischer Erfinder und Entdecker ist eine Liste von Erfindern und Entdeckern aus China in alphabetischer Reihenfolge des Familiennamens.

## B
- Bi Sheng, Methode des Drucks mit beweglichen Lettern

## C

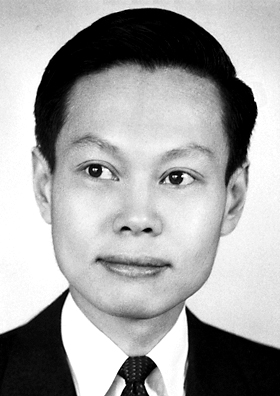
Chen Ning Yang, 1957

- Cai Lun,  gilt als der Erfinder des Papieres, obwohl erwiesen ist, dass es schon seit dem 2. Jh. v. Chr. Papier gegeben hat (vor seiner Geburt)
- Min Chueh Chang, Biologe, 1945 erlernte er das Verfahren der In-vitro-Fertilisation bei Gregory Pincus in Worcester an der Worcester Foundation for Biomedical Research. Dort gelangen Pincus und ihm die grundlegenden Forschungen zur Entwicklung der Antibabypille.
- Thomas Chang
- Zu Chongzhi: Mathematiker und Astronom; Bestimmungen über das siderische und tropische Jahr, über die Jahreslänge und über den Umlauf von Mond und Jupiter. Weiterhin beschäftigte er sich mit Algebra und Gleichungen. Er verwendete schon 1000 Jahre vor Bonaventura Cavalieri die Cavalieri-Methode
- Chen Ning Yang, Physiker, 1957 Nobelpreis für Physik „für ihre grundlegenden Forschungen über die Gesetze der sogenannten Parität, die zu wichtigen Entdeckungen über die Elementarteilchen führten“
- Chien-Shiung Wu, Physikerin, Entwicklung des Wu-Experiments als empirischer Beweis für die Paritätsverletzung der schwachen Wechselwirkung

## D
- Du Kang
- Du Shi

## F
- Tang Fu

## G
- Yingjie Jay Guo

## H
- Hua Sui
- Huang Daopo
- Huang Hongjia
- Liu Hui: Mathematiker; die Berechnung von Pi durch Einschreibung regulärer Polygone in den Kreis. Er schlug 3,14 als gute Näherung vor, die Lösung linearer Gleichungssysteme mit Hilfe eines Verfahrens, das später als Gaußsches Eliminationsverfahren bekannt wurde, die Berechnung der Volumina von Prisma, Pyramide, Tetraeder, Zylinder, Kegel und Kegelstumpf.

## J
- Qin Jiushao: Mathematiker

## K

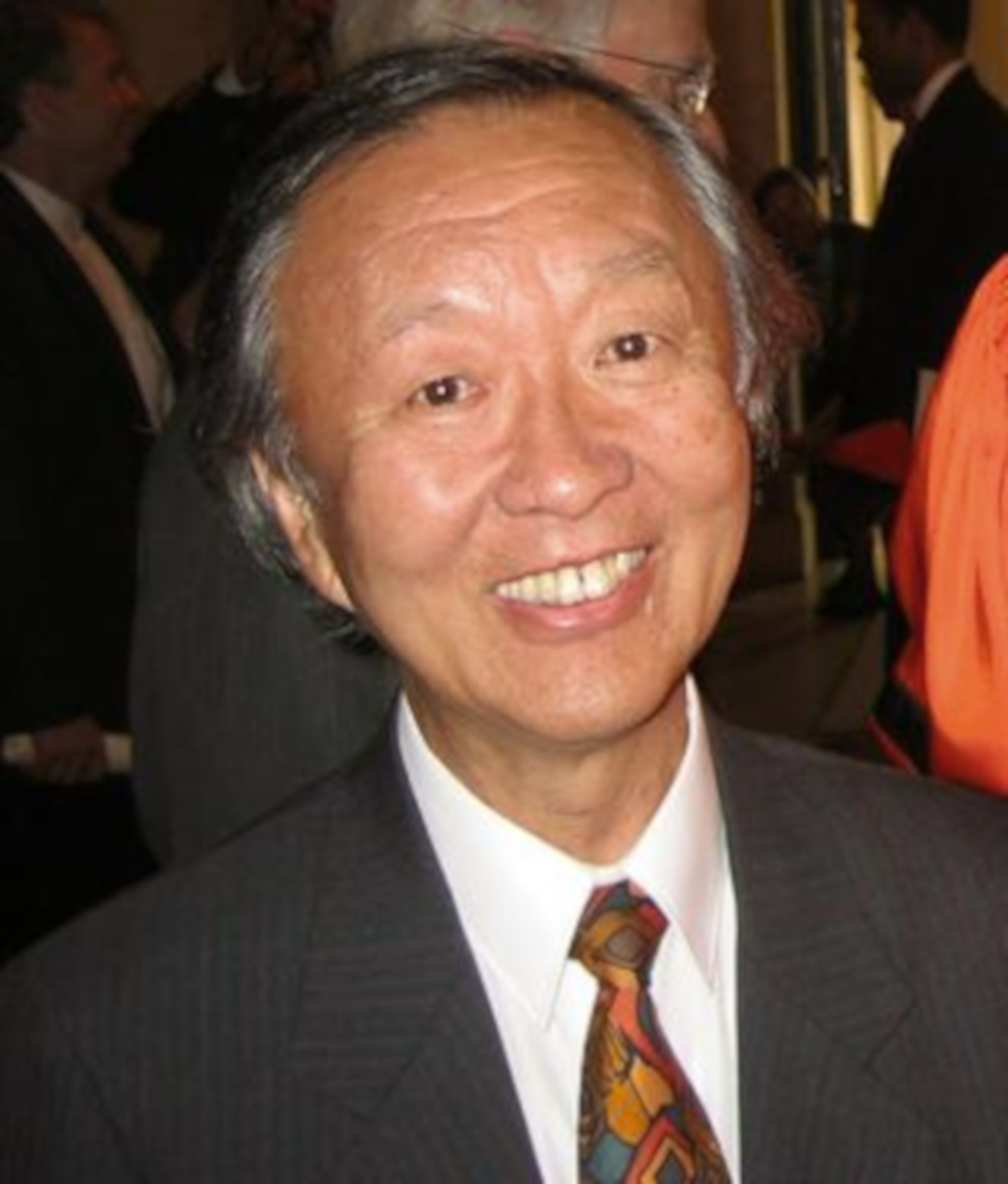
Charles Kuen Kao

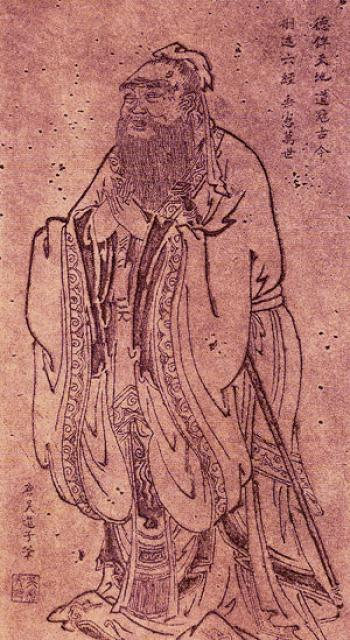
Konfuzius, traditionelle Darstellung aus der Tang-Zeit

- Charles K. Kao, Physiker, Pionier im Bereich der Glasfaseroptik (2009: Nobelpreis für Physik)
- Konfuzius, Konfuzianismus

## L
- Laozi (tatsächliche Existenz umstritten), Daoismus
- Tsung-Dao Lee, Physiker, 1957 Nobelpreis für Physik „für ihre grundlegenden Forschungen über die Gesetze der sogenannten Parität, die zu wichtigen Entdeckungen über die Elementarteilchen führten“
- Robin Li, Unternehmer, Gründer des chinesischen Suchportals Baidu
- Liang Lingzan
- Hung-Chang Lin

## M
- Ma Jun, Kompasswagen, ein Fahrzeug, das über ein Differentialgetriebe seine Fahrtrichtung anzeigte

## S
- Li Shanlan: Mathematiker; Formel der Kombinatorik (Summationsformel für Binomialkoeffizienten)
- Shen Kuo,  Erfinder des Kompasses für die Navigation. Er gilt als bedeutendster Wissenschaftler der Song-Dynastie
- Zhu Shijie: Mathematiker; entscheidende Erkenntnisse in Arithmetik und Algebra
- Su Song, Universalgelehrter, Erfindung einer wasserbetriebenen astronomischen Uhr
- Simon Sze, Elektroingenieur, Mitarbeit bei der Entdeckung des Floating-Gate-Transistors durch den Südkoreaner Dawon Kahng

## T

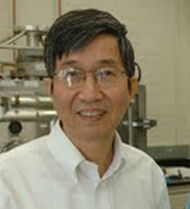
Ching W. Tang

- Ching W. Tang, Chemiker,  Erfinder der organischen LED (OLED)
- Tang Zhongming
- Meng Tian
- Daniel Chee Tsui (China/Vereinigte Staaten): Physiker, Quanten-Hall-Effekt, „für ihre Entdeckung einer neuen Art von Quantenflüssigkeit mit fraktionell geladenen Anregungen“ (Nobelpreis für Physik) (gemeinsam mit Robert Betts Laughlin und Horst Ludwig Störmer)
- Tu Youyou,  Pharmakologin, sie isolierte den zur Behandlung der Malaria eingesetzten sekundären Pflanzenstoff Artemisinin aus dem Einjährigen Beifuß

## W
- Wan Chaochen
- Wan Dihuan
- Wan Guchan
- Wan Laiming
- Wu Yulu

## X
- Xi Zhong, Astronom
- Jia Xian: Mathematiker
- Wang Xiaotong: Mathematiker
- Xie Fei

## Y
- Yi Xing
- Li Ye: Mathematiker
- Yuan Longping

## Z

Zhang Heng (chinesische Briefmarke, 1955)

- Zhang Heng, Erfinder eines frühzeitlichen Seismographen, Reform des Chinesischen Kalendersystems im Jahre 123
- Zheng He, Admiral, Sieben Seereisen bis nach Ostafrika/Arabische Halbinsel (Transport einer Giraffe nach China)
- Zhuge Liang, Politiker, Nördliche Expeditionen, angeblicher Erfinder der Kong-Ming-Laterne